# Ado (piłkarz)
Ado, właśc. Eduardo Roberto Stinghen (ur. 4 lipca 1946 w Jaraguá do Sul) – brazylijski piłkarz grający na pozycji bramkarza. W 1970 roku wywalczył mistrzostwo świata.
Pierwszym klubem Ado w karierze była Londrina EC, w której zadebiutował w 1964 roku. Następnie grał w takich klubach jak: Corinthians Paulista, América, Atlético Mineiro, Portuguesa, Santos FC, Ferroviário, Fortaleza, Velo Clube, ponownie Fortaleza i Bragantino, w którym zakończył karierę w 1982 roku.
W reprezentacji Brazylii Ado zadebiutował 4 marca 1970 roku w wygranym 2:0 meczu z Argentyną. Był rezerwowym bramkarzem w kadrze Brazylii na Mundial w Meksyku, gdy Brazylia wywalczyła mistrzostwo świata.